# Matthias Storck
Matthias Storck (* 18. August 1956 in Roßla) ist ein deutscher evangelischer Pfarrer und Autor. Er war politischer Häftling in der DDR.

## Leben
Matthias Storck besuchte das Kirchliche Oberseminar Hermannswerder und machte dort das Abitur. Mit 17 Jahren begann er zunächst eine Buchhändlerlehre in Leipzig, bevor er im Herbst 1976 sein Theologiestudium in Greifswald aufnahm; zu dieser Zeit stand er noch unter dem Eindruck der Selbstverbrennung des Pfarrers Oskar Brüsewitz in Zeitz und der Ausbürgerung des Liedermachers Wolf Biermann. Schon während seiner Schulzeit trat er im SED-Staat für seine Überzeugungen ein. Storck wurde von einem Freund, dem Pfarrer Frank Rudolph, einem inoffiziellen Mitarbeiter des Ministeriums für Staatssicherheit (MfS) denunziert. Als Student wurden er und seine spätere Frau in Greifswald wegen ihres Engagements gegen den Wehrunterricht in der DDR unter dem Vorwurf des geplanten „ungesetzlichen Grenzübertritts“ im Oktober 1978 vom MfS verhaftet und nach neun Monaten Untersuchungshaft in der Kissingenstraße in Berlin-Pankow zu einer Freiheitsstrafe von zwei Jahren und acht Monaten verurteilt. Nach 14 Monaten in Haft in der Haftanstalt Cottbus wurde er von der Bundesregierung im Dezember 1979 aus der Haft freigekauft und in die Bundesrepublik Deutschland entlassen.
Matthias Storck beendete sein Theologiestudium in Münster und war von 1988 bis 2006 Pfarrer in Kirchlengern. Ab 2006 war er Pfarrer an der evangelisch-lutherischen Marien-Kirchengemeinde Stiftberg in Herford. Im Juli 2019 kündigte er seinen Rücktritt an. Nach Aufgabe seines Amtes zum 1. Oktober 2019 zog er nach Bielefeld, von wo aus er Vertretungen im Kirchenkreis Halle übernahm. Seine Verabschiedung in den Ruhestand, an der auch Wolf Biermann teilnahm, erfolgte am 8. Mai 2022 in der Dorfkirche Steinhagen. Seine Erfahrungen verarbeitete er in zwei autobiografischen Büchern. 
Matthias Storck ist verheiratet und hat drei erwachsene Kinder.

## Schriften
- Wanzen unter dem Talar. In: Rheinischer Merkur vom 8. Januar 1993, S. 22.
- Wege durch Niemands Land. Rücksichten eines Freigekauften. Vorwort von Wolf Biermann. Brendow, Moers 1996, ISBN 3-87067-613-2.
- Vorbilder – gegen das Vergessen (= Fundus-Heft 44). Agentur des Rauhen Hauses, Norderstedt 2000, ISBN 3-7600-8044-8.
- Die Welt geriet mir aus dem Trott. In: Wolf Biermann und andere Autoren: Die Ausbürgerung. Anfang vom Ende der DDR. Herausgegeben von Fritz Pleitgen, Ullstein. Berlin 2001, ISBN 3-89834-044-9, S. 134–139.
- Wegbereiter: Gegen die Gleichgültigkeit (= Fundus-Heft 71). Agentur des Rauhen Hauses Hamburg, Norderstedt 2002, ISBN 3-7600-8071-5.
- Vaterland zum Mitnehmen. Erfahrungen eines Freigekauften. Vorwort von Rainer Eppelmann. Brunnen-Verlag, Gießen 2015, ISBN 978-3-7655-4277-0.
- Karierte Wolken. Lebensbeschreibungen eines Freigekauften. Vorwort: Wolf Biermann. Brunnen-Verlag, Gießen, 5. Neuauflage 2024, ISBN 978-3-7655-4100-1

## Dokumentarfilm
- Marc Bauder und Dörte Franke: Jeder schweigt von etwas anderem. Bauderfilm, Deutschland 2006, 72 Minuten.[8]